# Deštnice
Deštnice (en allemand : Teschnitz) est une commune du district de Louny, dans la région d'Ústí nad Labem, en République tchèque. Sa population s'élevait à 201 habitants en 2021.

## Géographie
Deštnice se trouve à 20 km au sud-ouest de Louny, à 58 km au sud-ouest d'Ústí nad Labem et à 62 km au nord-ouest de Prague.

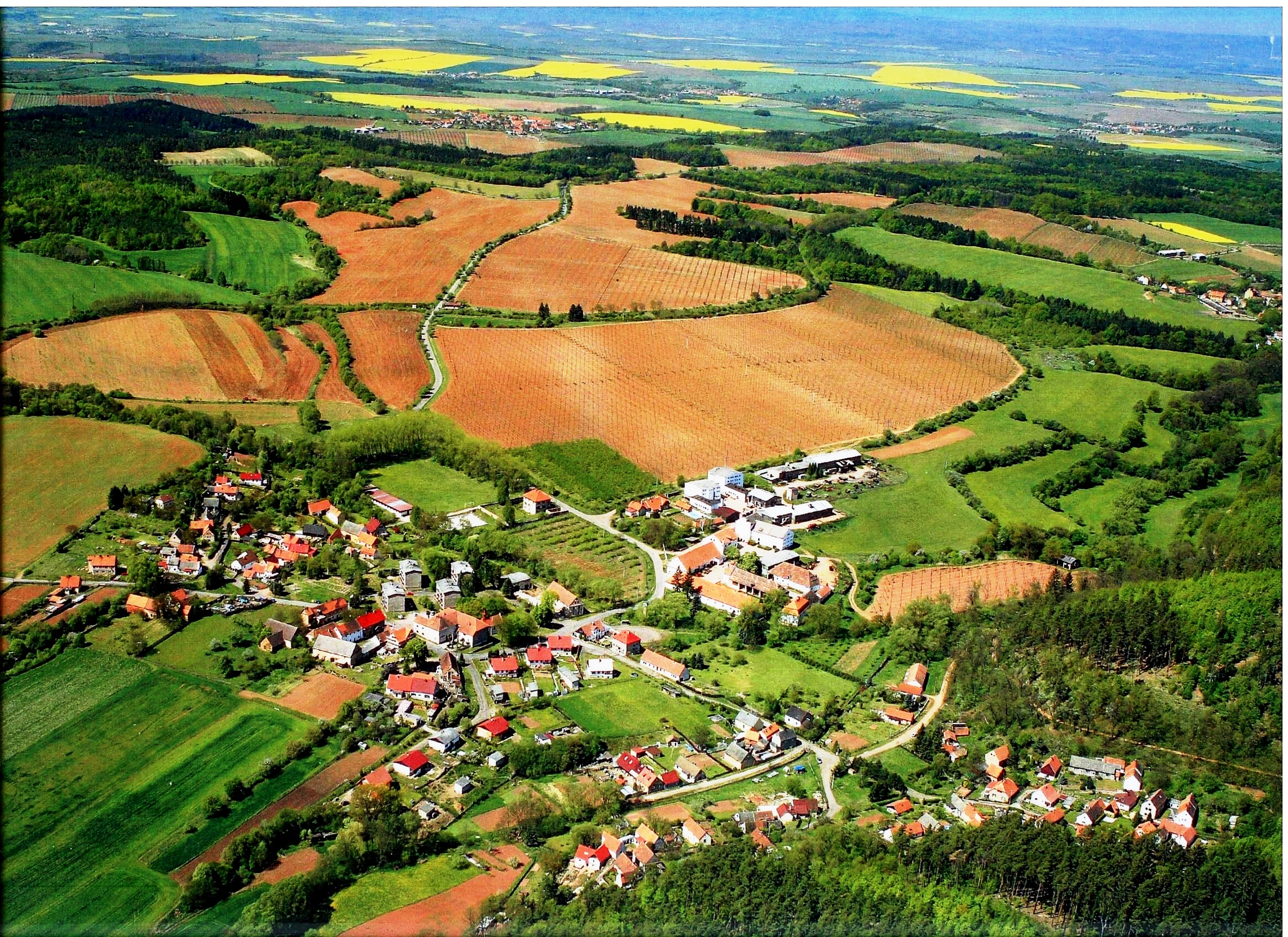
Deštnice : vue aérienne.

La commune est limitée par Holedeč au nord-ouest, par Liběšice au nord-est, par Tuchořice à l'est, et par Kounov au sud-est et par Janov au sud, et par Měcholupy à l'ouest.

## Histoire
La première mention écrite de la localité date de 1368.

## Administration
La commune se compose de deux quartiers
- Deštnice
- Sádek

## Transports
Par la route, Deštnice se trouve à 14 km de Žatec, à 26 km de Louny, à 79 km d'Ústí nad Labem  et à 71 km de Prague.